# Championnat des Seychelles de football 2015
Navigation
Saison précédente Saison suivante
La saison 2015 de Barclays First Division est la trente-sixième édition de la première division seychelloise. Les dix meilleures équipes du pays s'affrontent en matchs aller et retour au sein d'une poule unique. À la fin du championnat, pour permettre l'extension du championnat à 12 équipes, il n'y a pas de relégation et les deux premiers de deuxième division sont promus.
C'est le club de Saint-Michel United, tenant du titre, qui remporte à nouveau la compétition cette saison après avoir terminé en tête du classement final, avec cinq points d'avance sur Saint-Louis Suns United et sept sur le promu de D2, Foresters Mont Fleuri FC. Il s'agit du quatorzième titre de champion des Seychelles de l'histoire du club.

## Les équipes participantes
- Anse Réunion FC
- Saint-Michel United
- La Passe FC
- Light Stars FC
- Northern Dynamo
- Saint-Louis Suns FC
- Revengers FC
- Foresters Mont Fleuri FC - Promu de D2
- Côte d'Or FC
- The Lions Cascades FC

## Classement
Le classement est établi sur le barème de points classique (victoire à 3 points, match nul à 1, défaite à 0).
| Rang | Équipe                    | Pts | J  | G  | N | P  | Bp | Bc | Diff |
| ---- | ------------------------- | --- | -- | -- | - | -- | -- | -- | ---- |
| 1    | Saint-Michel UnitedT      | 38  | 17 | 12 | 2 | 3  | 38 | 23 | +15  |
| 2    | Saint-Louis Suns FC       | 33  | 17 | 11 | 0 | 6  | 35 | 25 | +10  |
| 3    | Foresters Mont Fleuri FCP | 31  | 17 | 9  | 4 | 4  | 28 | 21 | +7   |
| 4    | La Passe FC               | 29  | 17 | 8  | 5 | 4  | 21 | 14 | +7   |
| 5    | Côte d'Or FC              | 25  | 17 | 8  | 1 | 8  | 23 | 25 | -2   |
| 6    | The Lions Cascades FC     | 20  | 16 | 5  | 5 | 6  | 18 | 19 | -1   |
| 7    | Revengers FC              | 16  | 17 | 3  | 7 | 7  | 19 | 25 | -6   |
| 8    | Light Stars FCC           | 16  | 17 | 3  | 7 | 7  | 17 | 28 | -11  |
| 9    | Anse Réunion FC           | 12  | 16 | 3  | 3 | 10 | 18 | 29 | -11  |
| 10   | Northern Dynamo           | 11  | 15 | 3  | 2 | 10 | 14 | 22 | -8   |

| Légende : Qualifications et relégations | Légende : Qualifications et relégations                                                     |
| --------------------------------------- | ------------------------------------------------------------------------------------------- |
|                                         | Qualification pour la Ligue des champions de la CAF 2016                                    |
|                                         | Qualification pour la Coupe de la confédération 2016                                        |
|                                         | T : Tenant du titre P : Promu de deuxième division C : Vainqueur de la Coupe des Seychelles |

- Les matchs manquants n'ont jamais été disputés.

## Bilan de la saison
| Championnat des Seychelles de football 2015 |                                 |
| Champion                                    | Saint-Michel United (14e titre) |
| Coupes et trophées                          |                                 |
| Vainqueur de la Coupe des Seychelles 2015   | Light Stars FC                  |
| Qualifications continentales                |                                 |
| Ligue des champions de la CAF 2016          | Saint-Michel United             |
| Coupe de la confédération 2016              | Light Stars FC                  |
| Promotions et relégations                   |                                 |
| Promus en Barclays First Division           | Plaisance FC                    |
| Promus en Barclays First Division           | Saint-John Bosco FC             |
| Relégués en Division Two                    | Aucun                           |